# Anatoma euglypta
Anatoma euglypta is een slakkensoort uit de familie van de Anatomidae. De wetenschappelijke naam van de soort is voor het eerst geldig gepubliceerd in 1903 door Pelseneer.